# Leber Berliner Art
Leber Berliner Art is een klassiek gerecht uit de Berlijnse keuken, gemaakt van kalfslever, gebakken appelschijfjes en uienringen.
Breng voor de bereiding niet te dikke plakken kalfslever op smaak met zout en peper, wentel ze in bloem en bak ze kort aan beide kanten in boter. De lever moet van binnen nog een beetje roze zijn. Dan worden appelschijfjes en uienringen ook in boter gebakken. De gebakken lever wordt vervolgens op borden of een schotel geserveerd, met de uien er bovenop en de appelschijfjes er bovenop. Bestrooi alles met gehakte peterselie. Aardappelpuree en sla worden als bijgerecht geserveerd.
Volgens een andere bereidingswijze worden zure appelen geschild, in vieren gesneden, in plakken gesneden, in boter in een pan gebakken en warm gehouden. De geschilde uien worden in halve plakjes gesneden en bruin gebakken in boter. De in plakken gesneden kalfslever wordt in bloem gedompeld, aan beide kanten kort gebakken in boter met een scheutje olie, zodat hij van binnen rosé blijft. Dan wordt zout en peper toegevoegd. Tot slot worden de appels en uien over de lever gelegd en wordt alles rijkelijk met braadboter bestreken. Het bijgerecht is aardappelpuree, groene salade en verse wortelen in peterselie of verse bonen.